# Zanzibar (ö)
För andra betydelser, se Zanzibar (olika betydelser).
Zanzibar(egentligen Unguja) är en ö i Indiska oceanen som tillhör Tanzania. Den åtskiljs från det tanzaniska fastlandet (Tanganyika) genom den smala Zanzibarkanalen.

## Demografi och administrativ indelning
Ön Zanzibar har, tillsammans med några mindre öar runt dess kust, en beräknad folkmängd av 772 912 invånare år 2010, på en yta av 1 554 km². Den största staden är Zanzibar, med Zanzibars stenstad, på västkusten. Ön är indelad i de tre regionerna Norra Zanzibar, Södra Zanzibar och Västra Zanzibar.
På Zanzibar är huvuddelen av befolkningen afrikaner som härstammar från fastlandet, men där finns också en grupp arabättlingar. Invandrade araber och perser har fört in arabiska och persiska traditioner. De har traditionellt försörjt sig på handel (inte minst slavhandel) och var det forna Zanzibarrikets överklass. På öarna lever även en minoritet av indisk och pakistansk härkomst.

## Historia
Zanzibar har av arkeologiska fynd att döma varit bebodd i omkring 20 000 år. Öns strategiska läge gjorde att det tidigt blev en viktig hamn. Den nuvarande staden Zanzibar anlades först av arabiska handelsmän och kolonisatörer.
De första européerna som angjorde ön var portugiser, som under en tid hade kontrollen över ön. År 1698 koloniserades ön av sultanatet Oman. Under Omans styre anlades de stora kryddplantagerna på ön. Man handlade också med elfenben och slavar. Ön kom att bli navet i slavhandeln över Indiska Oceanen, med en omsättning på upp till 50 000 slavar årligen.
Zanzibar erövrades av Tyskland i slutet av 1800-talet, och var en del av det tyska protektoratet Tyska Östafrika från 1885 till 1890, då ön kom under brittiskt protektorat i utbyte mot att Storbritannien lämnade ön Helgoland i Nordsjön till Tyskland genom Helgoland-Zanzibar-fördraget.
År 1896 utkämpades Anglo-zanzibariska kriget. Detta brukar räknas som världens kortaste: det varade i ungefär 45 minuter. Khalid bin Barghash hade efterträtt sin farbror Hamid ibn Thuwayni som sultan över Zanzibar efter dennes död, men britterna vägrade erkänna honom. Den 27 augusti gav den brittiska flottan ett ultimatum att han måste avgå. Han vägrade, varpå flottan öppnade eld klockan 09.15. Bland annat började man skjuta mot sultanens palats och dessutom sänktes Zanzibars enda örlogsfartyg "Glasgow" med två skott, innan skottlossningen upphörde klockan 09.40. Britterna tvingade senare lokalbefolkningen att betala för den ammunition som hade gått åt.
Den 19 december 1963 blev Zanzibar fullt självständigt från Storbritanniens protektorat. Zanzibar blev en konstitutionell monarki, ledd av en sultan. Självständigheten varade dock inte så länge: sultanen störtades den 12 januari 1964, och den 26 april samma år ingick Zanzibar i union med det tidigare brittiska mandatområdet Tanganyika, och bildade landet Tanzania.

## Politik
Zanzibar väljer fortfarande en egen delstatspresident som leder öns lokala regering, och är vicepresident i Tanzania. Den 29 oktober 2000 valdes Amani Abeid Karume. Ön har också ett eget parlament med 50 ledamöter, som bestämmer i lokala frågor. Dessa väljs genom allmänna val och har en femårig mandatperiod. De två dominerande partierna på ön är Revolutionära statspartiet (CCM) och Förenade medborgarrörelsen (CUF).

## Kända zanzibarbor
- Freddie Mercury
- Tippu Tip
- Abdulrazak Gurnah